# Pseudophanella casta
Pseudophanella casta är en insektsart som först beskrevs av Stsl 1855.  Pseudophanella casta ingår i släktet Pseudophanella och familjen Dictyopharidae. Inga underarter finns listade i Catalogue of Life.